# Monestier-d'Ambel
Monestier-d'Ambel es una comuna francesa situada en el departamento de Isère, en la región de Auvergne-Rhône-Alpes.

## Demografía
| 28 | 32 | 30 | 48 | 64 | 20 | 18 |
| Para los censos de 1962 a 1999 la población legal corresponde a la población sin duplicidades (Fuente: INSEE [Consultar]) |    |    |    |    |    |    |